# Agathis alba
Agathis alba là một loài thực vật hạt trần trong họ Araucariaceae. Loài này được Lam. Foxw. mô tả khoa học đầu tiên năm 1910.